# Capitophorus theobaldi
Capitophorus theobaldi är en insektsart. Capitophorus theobaldi ingår i släktet Capitophorus och familjen långrörsbladlöss. Inga underarter finns listade i Catalogue of Life.